# Sozialgericht Heilbronn

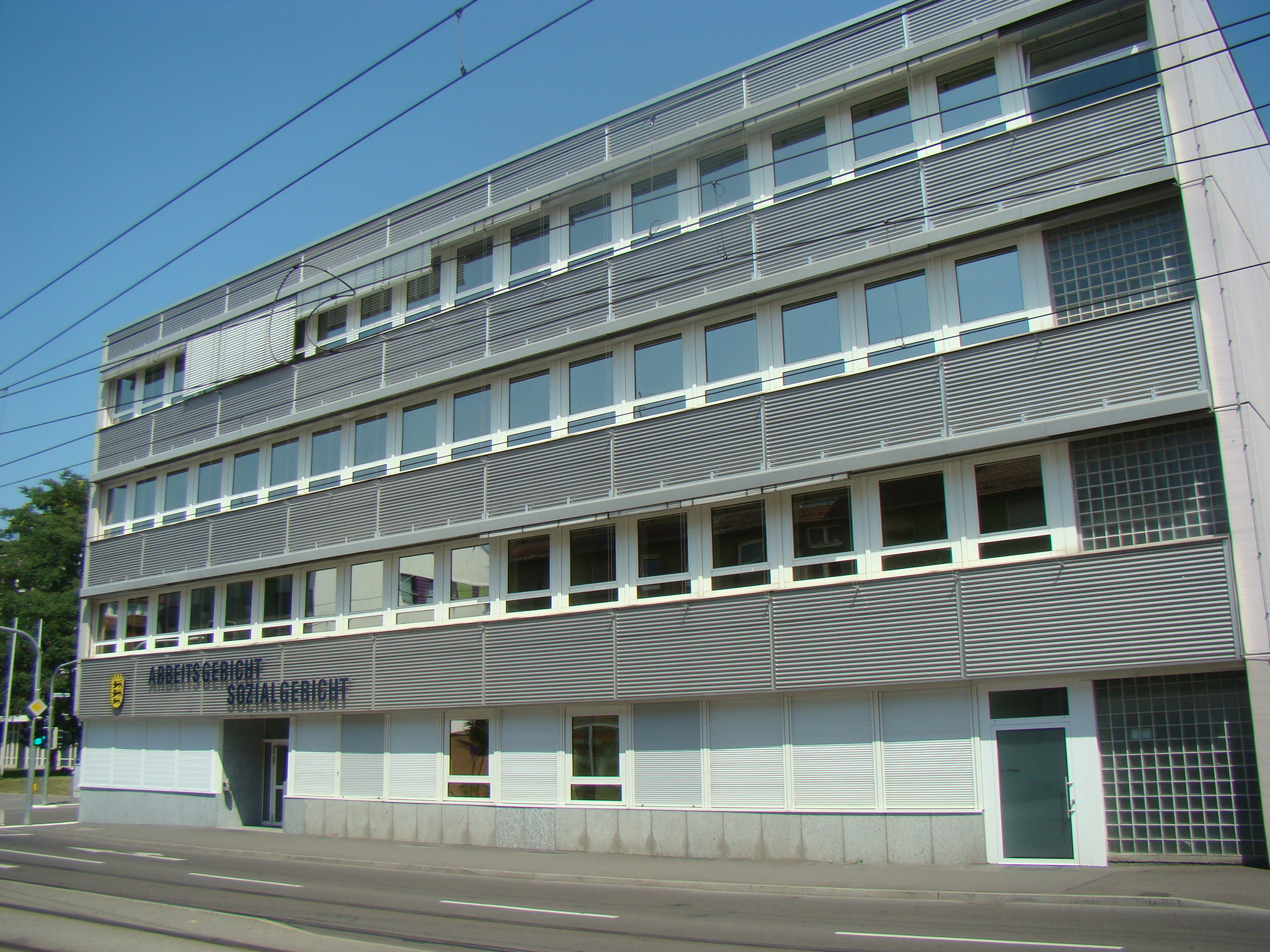
Arbeits- und Sozialgericht Heilbronn in der Paulinenstraße

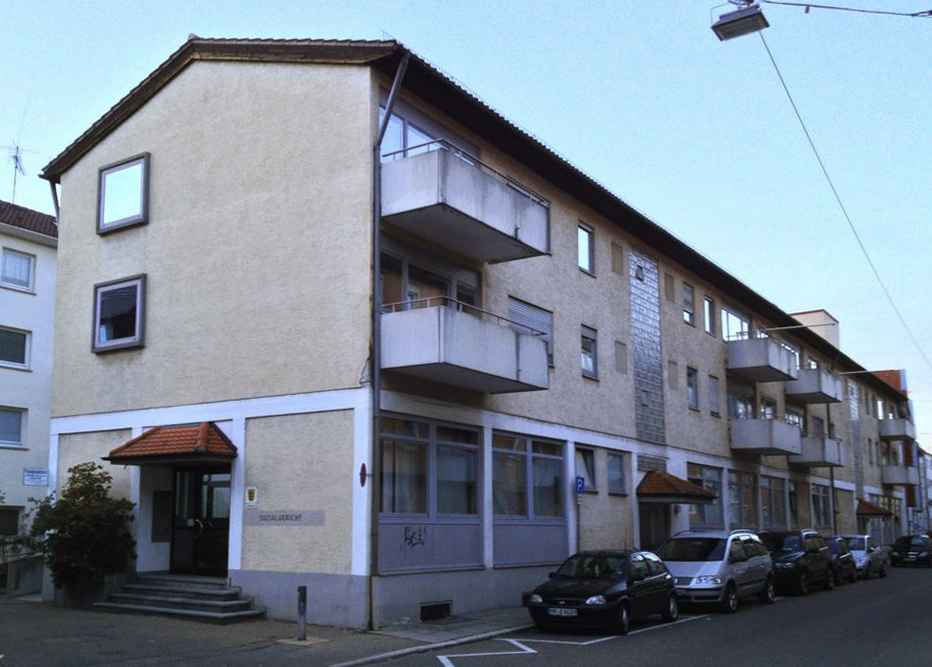
Sozialgericht Heilbronn in der Erhardgasse, Foto von 2012

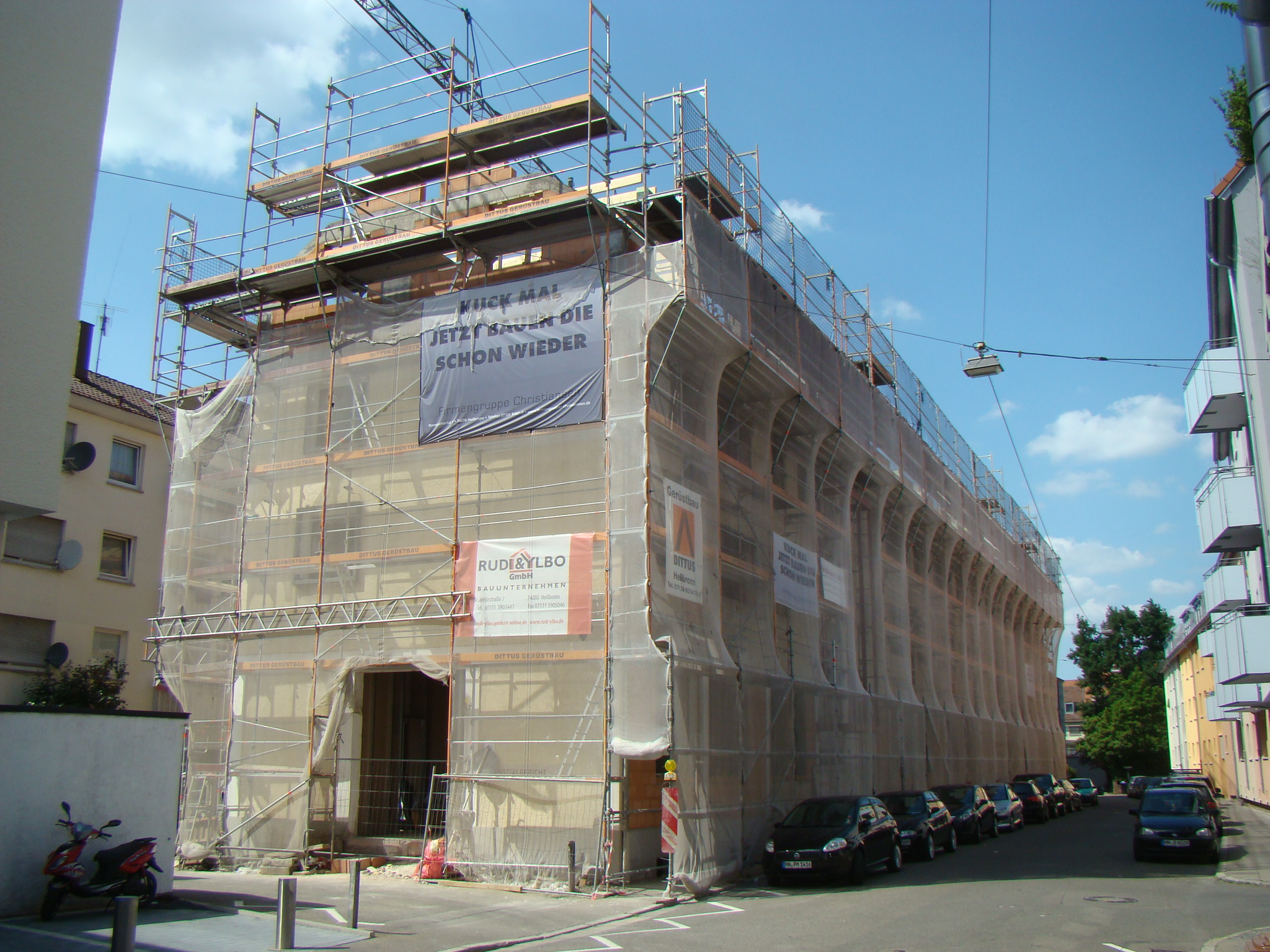
Sanierung des Gebäudes in der Erhardgasse 2015

Das Sozialgericht Heilbronn ist ein Gericht der Sozialgerichtsbarkeit. Das Gericht ist eines von acht Sozialgerichten in Baden-Württemberg und hat seinen Sitz in Heilbronn.

## Gerichtsbezirk  und übergeordnete Gerichte
Das Sozialgericht Heilbronn ist örtlich für den Stadtkreis Heilbronn, den Landkreis Heilbronn, den Hohenlohekreis, den Landkreis Ludwigsburg, den Landkreis Schwäbisch Hall und den Main-Tauber-Kreis zuständig. Die sachliche Zuständigkeit ergibt sich aus dem Sozialgerichtsgesetz.
Auf Landesebene ist das Landessozialgericht Baden-Württemberg in Stuttgart das übergeordnete Gericht. Diesem ist wiederum das Bundessozialgericht, in Kassel angesiedelt, übergeordnet.

## Gerichtsgebäude
Das Gerichtsgebäude befand sich lange Zeit in der Erhardgasse, wechselte dann aber wegen der Sanierung dieses Gebäudes in die Paulinenstraße.